# Evangelische Kirche (Oberdieten)

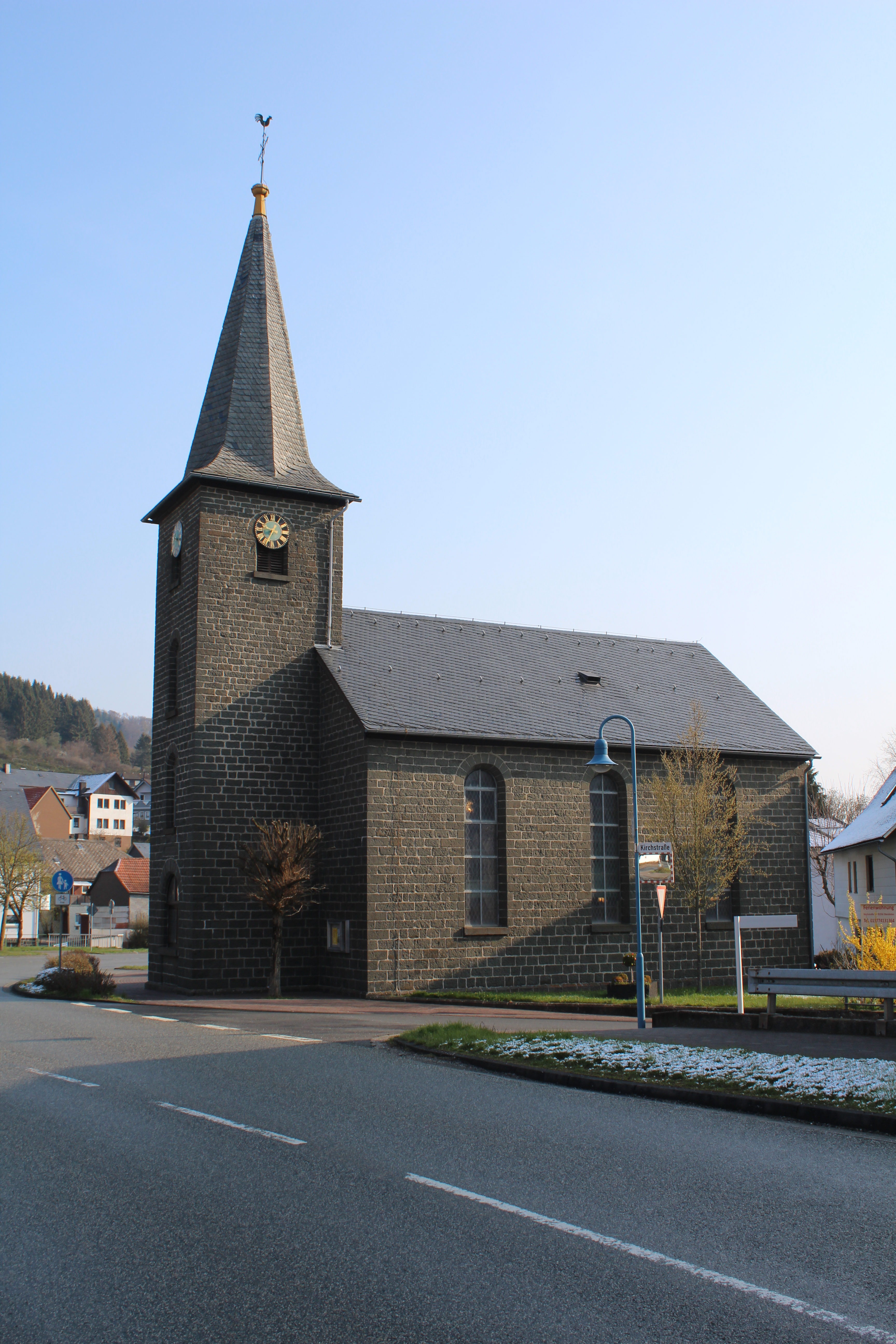
Kirche von Süden

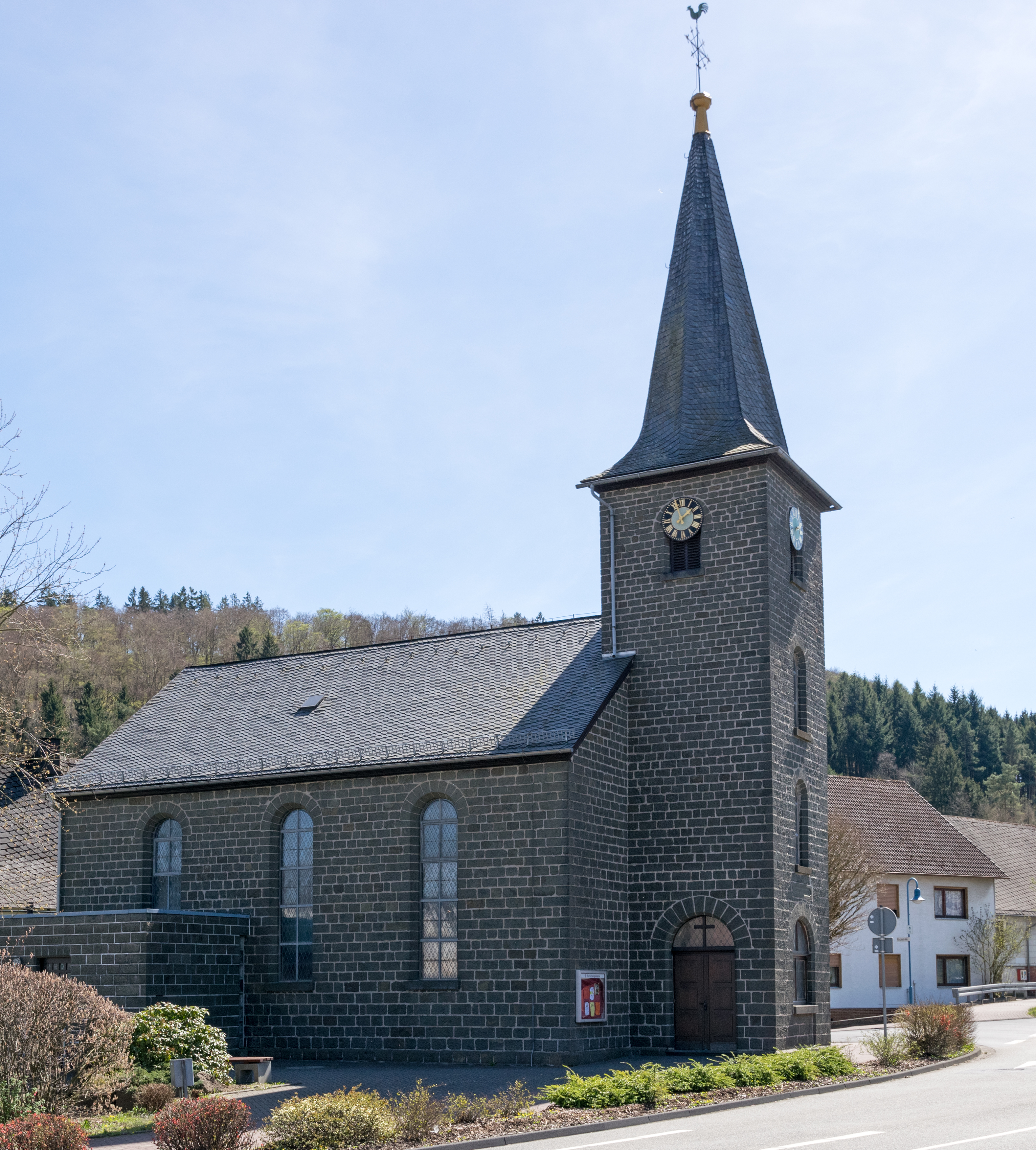
Blick von Nordwesten

Die Evangelische Kirche ist eine Saalkirche aus dem Jahr 1879 in Oberdieten im Hessischen Hinterland. Die Kirche im Stil des Historismus ist hessisches Kulturdenkmal.

## Geschichte
Im späten Mittelalter war Breidenbach Sitz der Sendkirche der Region und Sitz (sedes) des gleichnamigen Dekanats im Archidiakonat St. Stephan in der Erzdiözese Mainz. Zu Beginn des 14. Jahrhunderts waren 29 Ortschaften nach Breidenbach eingepfarrt. Mit Einführung der Reformation im Jahr 1528 wechselte die Kirchengemeinde zum evangelischen Bekenntnis. Als erster evangelischer Pfarrer ist E. Balthasar Kleinhenn von 1528 bis 1563 in Breidenbach nachweisbar. Oberdieten gehörte 1582 zu den zehn Ortschaften, die zum Kirchspiel Breitenbach gehörten. Im Jahr 1606 nahm die Gemeinde den reformierten Glauben an, um 1624 wieder zum lutherischen zurückzukehren.
Eine alte Kapelle soll in Oberdieten „Am Rain“, also am nördlichen Dorfrand, errichtet worden sein. 1646 entstand unter den Lehnsmännern ein Streit über das Kapellgut, der vom Pfarrer geschlichtet werden musste. Erst 1660 löste sich Oberdieten von Breidenbach und bildete zusammen mit Niederdieten, Achenbach, Niederhörlen und Kleingladenbach ein Kirchspiel. Über den Vorgängerbau der heutigen Kirche ist ebenfalls wenig bekannt, da bei dem Dorfbrand im Jahr 1817 die Kirchenbücher verbrannten. Die Halle mit kleinem Turm maß etwa 12,50 × 29 Meter und lag zwischen Schustersch und dem Dorfgemeinschaftshaus. Aufgrund von Überschwemmungen der unweiten Diete und des Achenbachs soll sie mehrfach unter Wasser gestanden haben und von Schwamm befallen gewesen sein. Im Rahmen einer größeren Renovierung im Jahr 1843 wurden Fenster und Dach erneuert. Hinzu kamen Maurer-, Zimmer-, Schlosser- und Weißbinderarbeiten, die im September 1843 abgeschlossen wurden. Sie verursachten höhere Kosten als erwartet; 1845 waren noch nicht alle Rechnungen bezahlt. Die Neubaupläne führten zu einem Streit in der Bevölkerung über den Bauplatz und das Aussehen der Kirche. Am 8. Juli 1878 erfolgte die Grundsteinlegung und am 4. September 1879 die Einweihung.
Im Jahr 1922 wurde die Kirche elektrifiziert und ein Ofen eingebaut. Eine Renovierung im Jahr 1936 schloss den Einbau zweier weiterer Kirchenbänke ein. 1955 folgte eine umfassende Innenrenovierung. Der Fußboden wurde isoliert und mit Dielen versehen, eine elektrische Heizung eingebaut und die Beleuchtung erneuert. Seit 1965 bilden Oberdieten, Niederdieten und Achenbach ein Kirchspiel. Zum 100-jährigen Jubiläum 1978 führte die Gemeinde eine umfassende Renovierung durch. Die hölzernen Ausstattungsstücke erhielten eine blau-grüne Fassung, die mit Rot abgesetzt wurde. Die Sitzfläche der Kirchenbänke wurden verbreitert, die Rücklehnen schräger und bequemer eingerichtet, die Bänke auf den Emporen erhöht und der Diabas-Boden im Altarbereich durch Steine aus Lavabasalt ersetzt. Der hölzerne Altar wich einem massiv aufgemauerten. Der Kanzelaufgang wurde von rechts nach links verlegt und die Kanzel zu diesem Zweck auf den Kopf gestellt. Zudem wurden die Fenster und teilweise der Putz erneuert. Die Gemeinde schaffte zudem eine neue Orgel an. Eine Sakristei wurde an der Nordseite angebaut und der Haupteingang von der westlichen Straßenseite auf die Nordseite des Turms verlegt.
Die Sanierung des Turms folgte 1995/1996 und der Einbau einer funkgesteuerten Kirchenuhr im Jahr 1998.

## Architektur

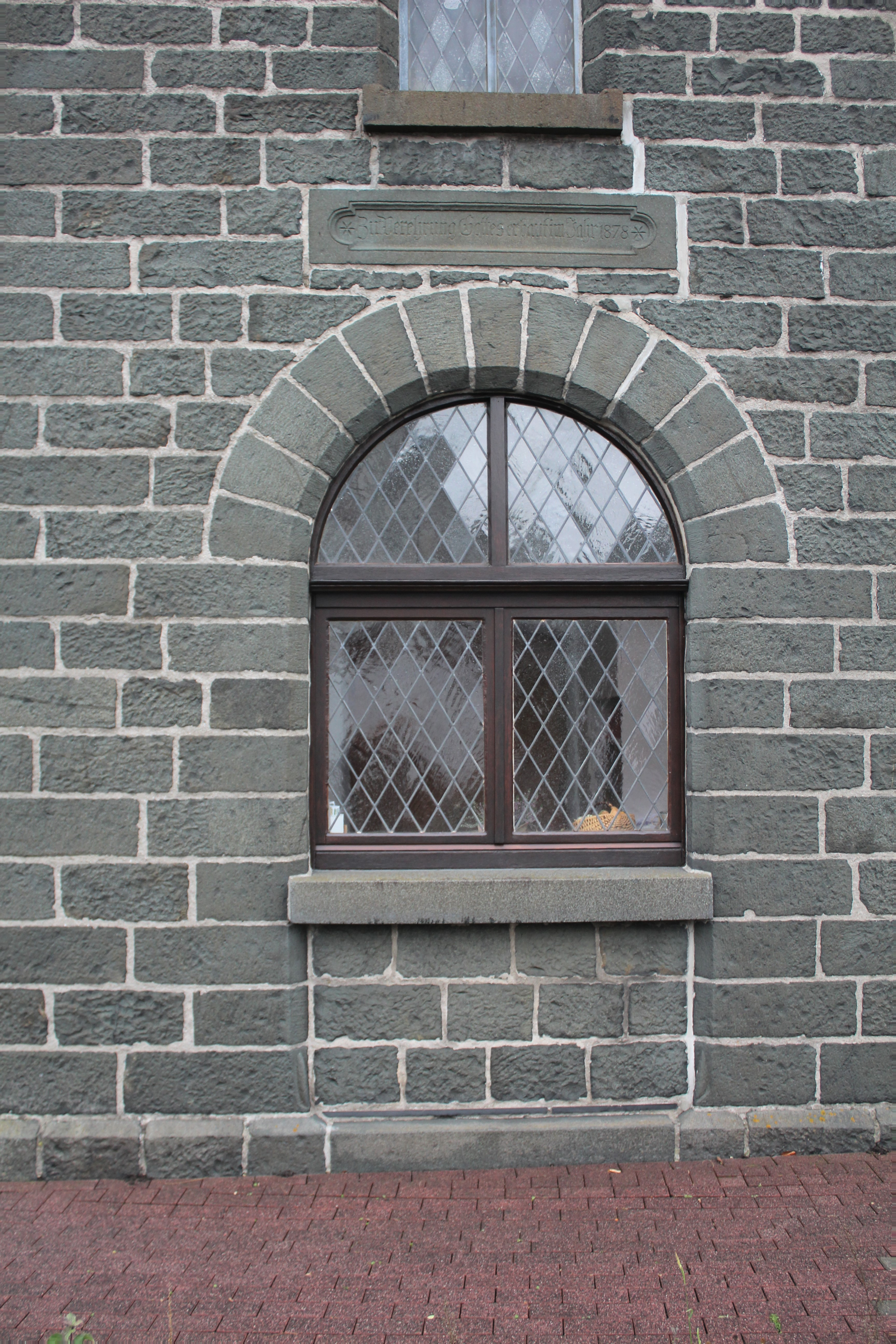
Ursprüngliches Westportal mit Bauinschrift

Der geostete, unverputzte Saalbau aus heimischem Diabas ist im Ortszentrum an der Hauptstraße errichtet. Das Schiff hat einen geraden, fensterlosen Ostabschluss und wird von einem verschieferten Satteldach bedeckt. Das Schiff wird an den Langseiten durch je drei hohe Rundbogenfenster belichtet. Im Osten der Nordseite ist eine niedrige Sakristei auf rechteckigem Grundriss angebaut. Der schlanke Westturm auf quadratischem Grundriss ist etwas in das Schiff eingebunden. Sein oktogonaler Spitzhelm wird von Turmknauf, Kreuz und Wetterhahn bekrönt. Unterhalb der Traufe ist an jeder Seite eine rundbogige Schallöffnung für das Geläut eingelassen. Vor den Öffnungen sind an der Süd-, West- und Nordseite die Zifferblätter der Turmuhr angebracht. Nord- und Südseite des Turms sind fensterlos. Das Rundbogenportal mit Oberlicht befindet sich seit 1978 an der Nordseite. Es wurde unten vermauert und dient heute als Fenster. Darüber ist als Bauinschrift zu lesen: „Zur Verehrung Gottes erbaut im Jahr 1878“. Im mittleren Bereich der Westseite des Turms sind zwei schmale Rundbogenfenster eingelassen.

## Ausstattung

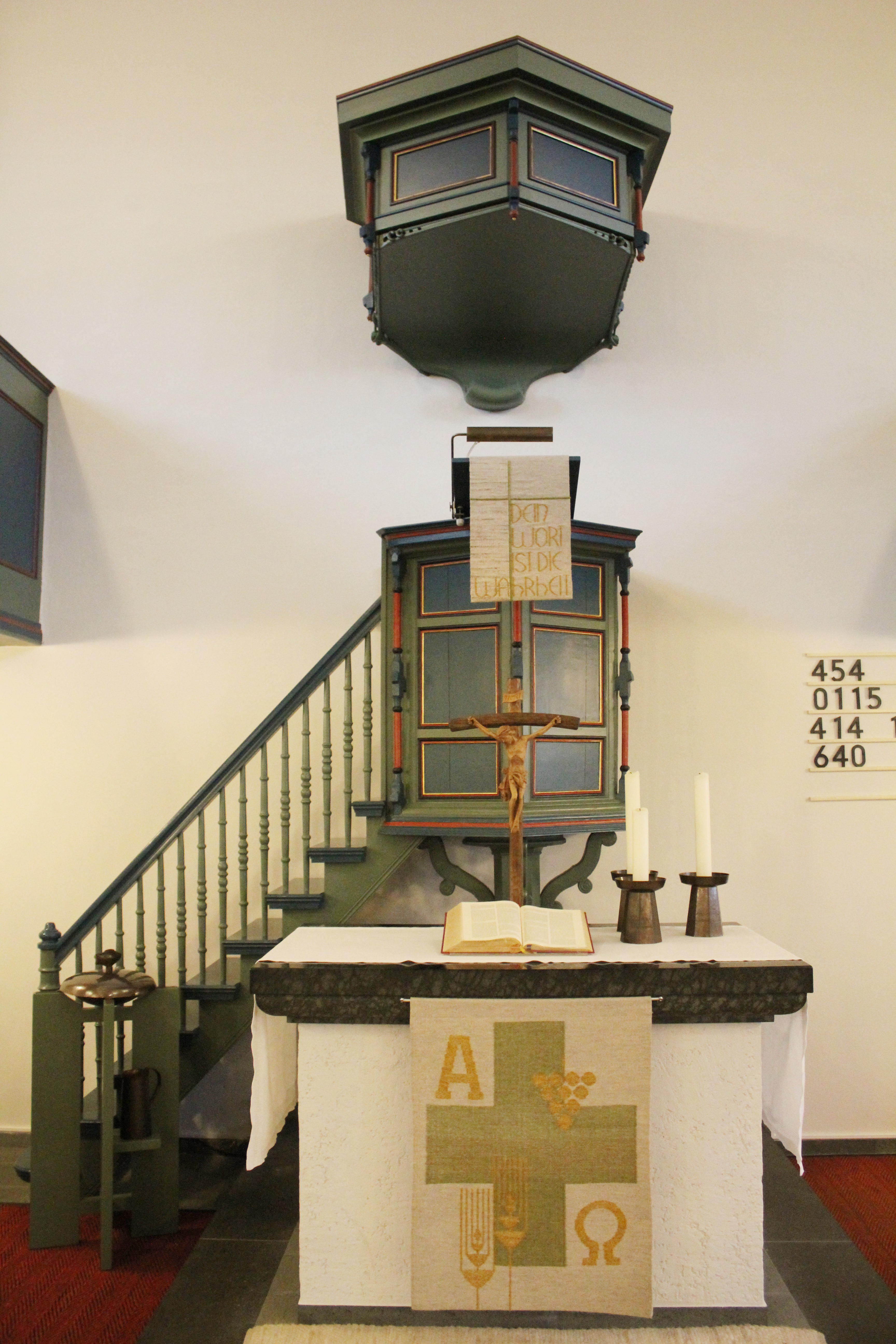
Kanzel aus der Vorgängerkirche

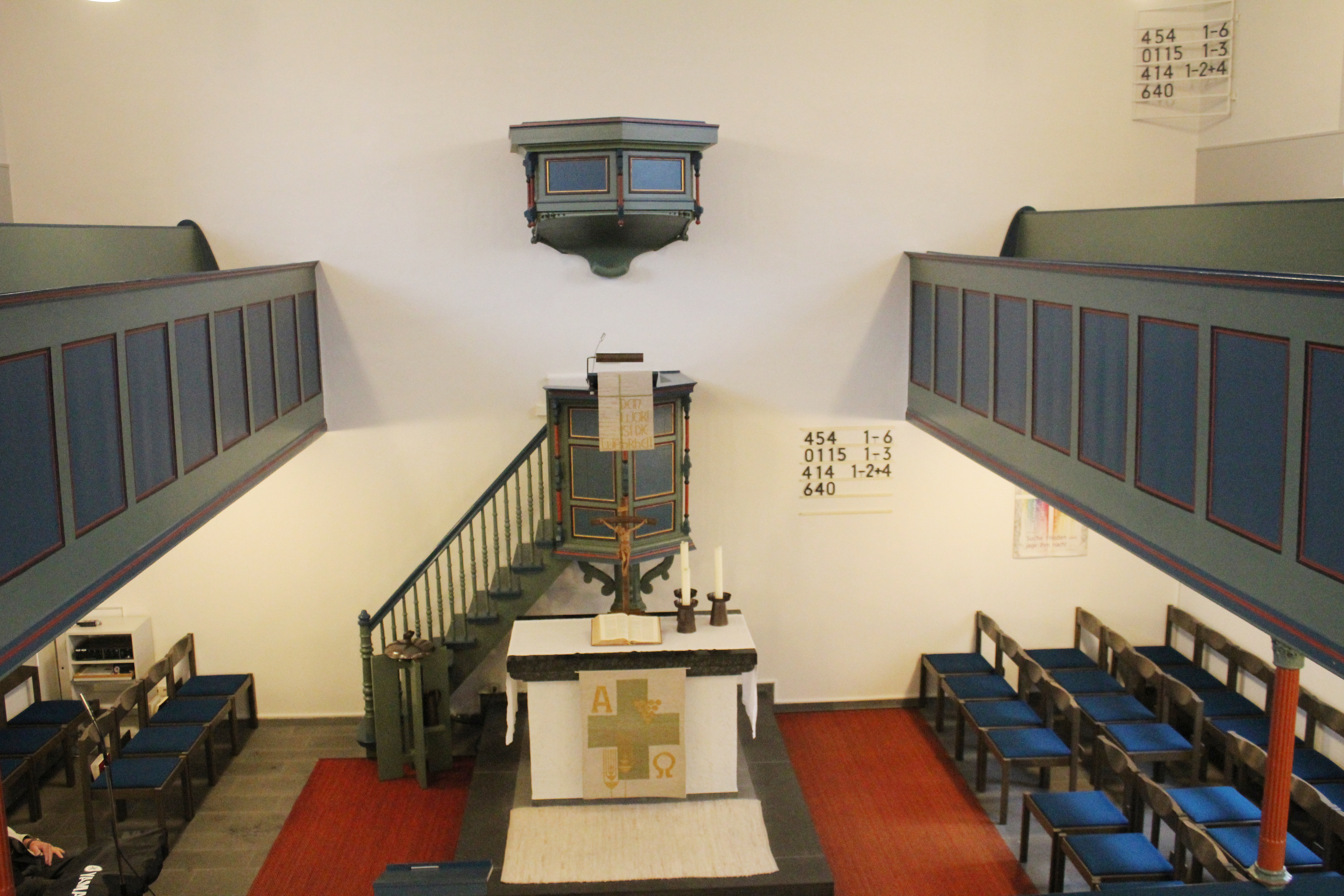
Innenraum Richtung Kanzelaltar

Der Innenraum des Kirchenschiffs wird von einer Flachdecke abgeschlossen. Die schlichte hölzerne Kirchenausstattung ist einheitlich in den Farben Taubenblau und Mint gefasst. Die roten Profilleisten und Emporensäulen heben sich dadurch farblich ab. Eine dreiseitig umlaufende Empore mit schlichten querrechteckigen Füllungen ruht auf schlanken, kannelierten, eisernen Säulen mit floralem Kapitell.
Mittig an der Ostseite ist die fünfseitige Kanzel aus der Mitte des 18. Jahrhunderts aufgestellt. Der Kanzelaufgang wurde 1978 an der linken Seite angebracht und 1982 ein zum Kanzelkorb entsprechender fünfseitiger Schalldeckel von Schreiner Karlheinz Schmidt angefertigt. Die Kanzel stammt wohl aus der Vorgängerkirche, worauf das Alter der Farbschichten  hinweist. Ebenso wurde die südliche Emporenbrüstung übernommen.
Der aufgemauerte und weiß verputzte Blockaltar von 1978 mit überstehender Mensaplatte aus poliertem Diabas (aus dem Steinbruch in Rachelshausen) ist um eine Stufe erhöht. Auf ihm steht ein Kruzifix des Dreinageltypus mit der Inschrift INRI. Ein modernes Taufbecken, links vom Altar, ist aus einem kreuzförmigen Gestell gefertigt und trägt eine Taufschale aus Kupferblech. Auf dem Deckel ist ein Fisch als urchristliches Symbol für Christus, angebracht. Links vor dem schlichten Kirchengestühl, das einen Mittelgang frei lässt, steht ein Ambo.

## Orgel

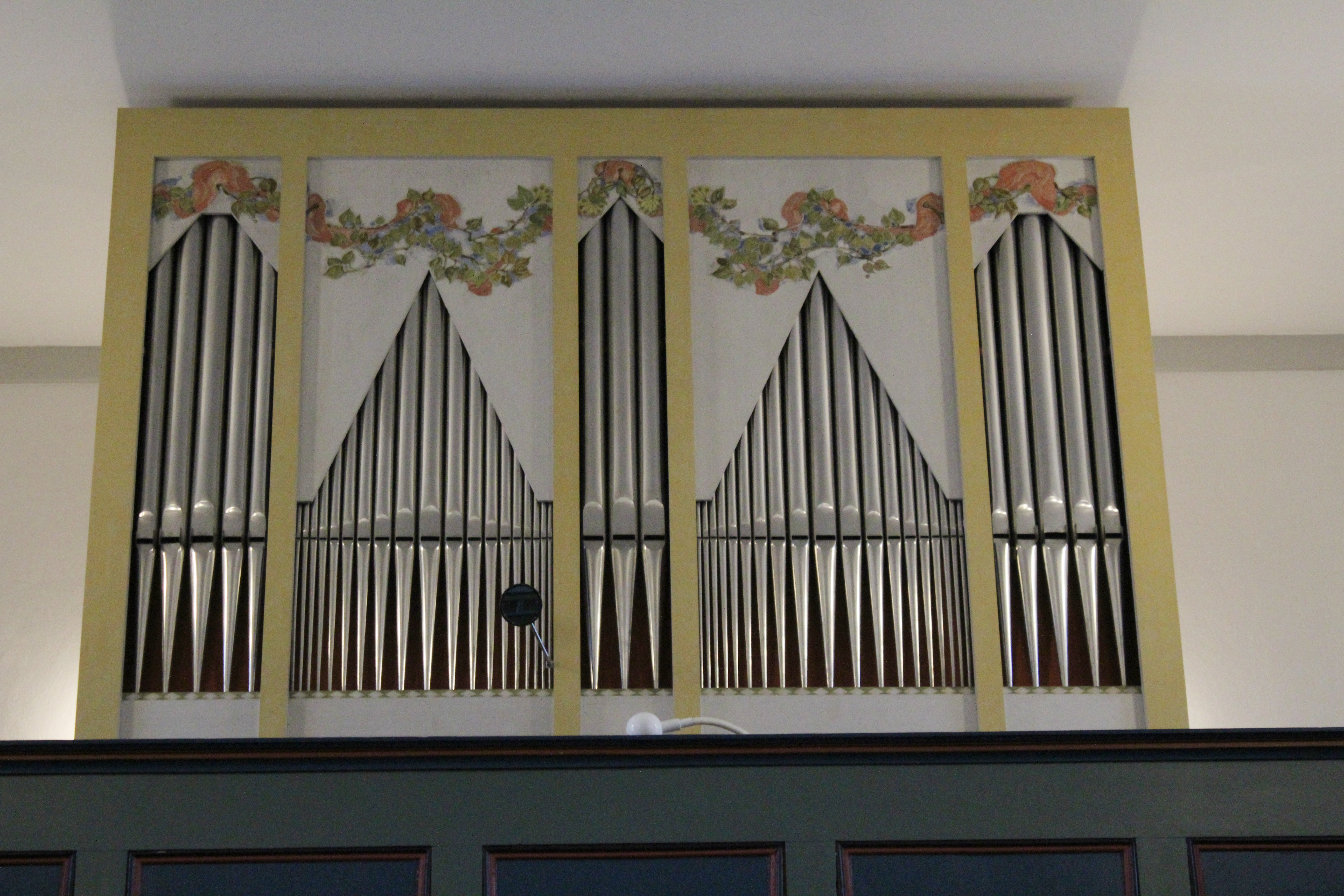
Woehl-Orgel von 1981

Vor dem Zweiten Weltkrieg diente ein Harmonium zur Begleitung des Gesangs. Es wurde nach dem Krieg durch ein Orgelpositiv der Firma Walcker ersetzt. Am 6. Juni 1977 verkaufte die Gemeinde das Positiv für 4000 DM an die Kirchengemeinde Oberroßbach, um einen finanziellen Grundstock für einen Orgelneubau zu legen.
Gerald Woehl baute die heutige Orgel, die am 24. Mai 1981 eingeweiht wurde. Das Instrument verfügt über acht Register mit insgesamt 567 Pfeifen, die auf ein Manual und ein angehängtes Pedal verteilt sind. Die Disposition lautet wie folgt:
| I Manual C–f3 |       |
| Prinzipal     | 8′    |
| Bourdon       | 8′    |
| Oktave        | 4′    |
| Flöte         | 4′    |
| Nasat         | 2 ⁄3′ |
| Oktave        | 2′    |
| Mixtur IV     |       |

| Pedal C–d1 |     |
| Subbass    | 16′ |

- Tremulant

## Geläut
Die Vorgängerkirche besaß vermutlich zwei Glocken, die für das Dreiergeläut der neuen Kirche eingetauscht wurden. Die Glockengießerei in Apolda lieferte 1879 drei neue Glocken, von denen die zwei kleineren 1917 zu Rüstungszwecken abgeliefert wurden. Die Firma Rincker ersetzte die beiden Glocken 1921. Als im Jahr 1943 wieder zwei Glocken dem Kriegsministerium abgetreten werden mussten, trennte sich die Gemeinde wahrscheinlich von der großen und mittleren Glocke. Als Ersatz lieferte die Firma J. F. Weule 1948 drei Stahlglocken. Nach deren Einweihung überschlugen sich die mittlere und die kleine Glocke, sodass ein Stück aus der kleinen Glocke ausbrach. Übergangsweise wurde die Glocke von 1921 wieder installiert, bis für sie Ersatz beschafft wurde.
| Nr. | Gussjahr | Gießer, Gussort       | Masse (kg) | Schlagton | Inschrift                                                                          |
| --- | -------- | --------------------- | ---------- | --------- | ---------------------------------------------------------------------------------- |
| 1   | 1948     | J. F. Weule, Bockenem | 550        | a1        | „O Land, Land, höre des Herrn Wort“ Jer 22,29                                      |
| 2   | 1948     | Weule, Bockenem       | 380        | h1        | „Ein Tag in deinen Vorhöfen ist besser denn sonst tausend“ Jer 84,11               |
| 3   | 1948     | Weule, Bockenem       | 270        | cis2      | „Lobe den Herrn meine Seele und vergiß nicht, was er dir Gutes getan hat“ Ps 103,2 |